# Zagadnienia i kierunki filozofii. Teoria poznania. Metafizyka
Zagadnienia i kierunki filozofii. Teoria poznania. Metafizyka – podręcznik do nauki filozofii autorstwa Kazimierza Ajdukiewicza wydany po raz pierwszy w 1949 roku.
Podręcznik obejmuje zagadnienia z zakresu teorii poznania i metafizyki napisane z myślą o czytelnikach na poziomie szkoły średniej. Książka była wykorzystywana na uczelniach jako wprowadzenie do filozofii.

## Zawartość podręcznika
Ajdukiewicz w przedmowie deklaruje, że wiele zagadnień jest celowo przedstawionych w sposób uproszczony i nieprecyzyjny, odbiegający od standardów pracy naukowej. Zabieg ten ma na celu ułatwienie przyswojenia tych zagadnień dla początkujących czytelników.
Wybór zagadnień wynika z przekonania autora, że metafizyka i teoria poznania to ostatnie działy filozofii, które oprą się próbom wyodrębnienia ich do nauk specjalistycznych.
Książka dzieli się na dwie części:

### Teoria poznania
Część dotycząca teorii poznania przybliża następujące zagadnienia:
- Klasyczne zagadnienia teorii poznania
- Zagadnienie prawdy
- Zagadnienia źródła poznania
- Zagadnienia granic poznania
- Stosunek teorii poznania do innych nauk filozoficznych

### Metafizyka
Część dotycząca metafizyki przybliża następujące zagadnienia:
- Pochodzenie nazwy „metafizyka” i podział zagadnień
- Ontologia
- Metafizyczne wnioski z refleksji nad poznaniem
  - Zagadnienie przedmiotów idealnych, spór o uniwersalia
  - Zagadnienie idealizmu metafizycznego
- Zagadnienia metafizyczne wyrastające z rozważań nad przyrodą
  - Zagadnienie substancji i struktury świata
  - Zagadnienie duszy i ciała
  - Determinizm i indeterminizm
  - Mechanizm i finalizm
- Zagadnienia metafizyczne wynikające z religii
- Metafizyka jako dążenie do uzyskania ostatecznego poglądu na świat (rozdział usunięty z oryginalnego wydania w ramach nieudanych prób obejścia stalinowskiej cenzury[2])

## Odbiór książki

### Cenzura
W związku z decyzją władz politycznych PRL pierwsze wydanie z 1949 roku nie zostało dopuszczone do wolnej sprzedaży w ogólnodostępnych bibliotekach. Był to okres stalinizmu, podczas którego wydawanie książek „odbiegających od obowiązującego szablonu” nie było możliwe.
Wydanie zostało zakazane pomimo usunięcia przez Ajdukiewicza rozdziału Metafizyka jako dążenie do uzyskania ostatecznego poglądu na świat, w którym pisał o metafizyce w sposób łamiący zasady obowiązującej wówczas filozofii marksistowsko-leninowskiej. Książka pomyślana jako narzędzie do popularyzacji filozofii wśród licealistów była dostępna jedynie w bibliotekach wymagających licencji związanej z wykonywaniem zawodu badacza. Mimo tych trudności już w latach 60. była wykorzystywana jako podręcznik akademicki na potrzeby ćwiczeń z podstaw filozofii np. dla studentów prawa na Uniwersytecie Jagiellońskim.

### Zagraniczne wydania i popularyzacja w Polsce
W Polsce przez trzydzieści lat studenci mieli ograniczony dostęp do tej książki. W tym czasie za granicą powstały jej dwa tłumaczenia: w 1973 roku angielskie wydanie od Cambridge University Press, a w 1979 roku portugalskie wydanie od Livraria Editora Ciencias Humanas w São Paulo.
W 1983 roku (po 34 latach) uzyskano pozwolenie na drugie wydanie podręcznika, od którego rozpoczęło się jego upowszechnienie jako narzędzia popularyzującego filozofię. Od tej pory książka była cenioną pozycją do nauki podstaw filozofii. Na przełomie XX/XXI w. była polecana studentom w Polsce i w Wielkiej Brytanii.

## Wydania polskie
Książka została wydana w Polsce trzy razy (nie licząc wznowień i e-booków):
- 1949 – oryginalne wydanie w 1949 roku (objęte zakazem obrotu w księgarniach)
- 1983 – drugie wydanie ze wstępem Klemensa Szaniawskiego[6]
- 2003 – trzecie wydanie ze wstępem Jana Woleńskiego i dołączonym rozdziałem „Metafizyka jako dążenie do uzyskania ostatecznego poglądu na świat”, który Ajdukiewicz usunął ze względu na cenzurę[7]